# Plymouth (Wisconsin)
Plymouth is een plaats (city) in de Amerikaanse staat Wisconsin, en valt bestuurlijk gezien onder Sheboygan County.

## Demografie
Bij de volkstelling in 2000 werd het aantal inwoners vastgesteld op 7781. In 2006 is het aantal inwoners door het United States Census Bureau geschat op 8280, een stijging van 499 (6,4%).

## Geografie
Volgens het United States Census Bureau beslaat de plaats een oppervlakte van 10,8 km², waarvan 10,6 km² land en 0,2 km² water.

## Plaatsen in de nabije omgeving
De onderstaande figuur toont nabijgelegen plaatsen in een straal van 16 km rond Plymouth.

## Geboren
- Tony Evers (1951), gouverneur van Wisconsin